# Гімназія № 59
Гімназія № 59 — школа у Голосіївському районі міста Києва.

## Історія
Історія гімназії сягає грудня 1917, коли один з будинків старої київської окраїни Деміївки був переданий під школу. Тут на була організована 35-а фабрично-заводська семирічна школа для дітей залізничників.
У 1936 розпочалося будівництво нового приміщення школи по вулиці Великій Китаївській, 85 в якому школа перебуває й тепер. 5 листопада 1937 у новому приміщенні була відкрита Залізнична школа № 2.
В 1936—1947 української мови та літератури учнів школи навчала доктор педагогічних наук Бугайко Тетяна Федорівна, яка у 1958 стала першою жінкою-професором в Україні.
9 листопада 2023 року Київрада прибрала з назви гімназії совєцького діяча прізвище Бойченка. Причиною перейменування була кампанія деколонізації, що активізувалася після початку широкомасштабного воєнного вторгнення Росії в Україну.

## Пам'ятник та меморіальна дошка
На території гімназії знаходився пам'ятник радянському письменнику та комсомольському діячеві Олександру Бойченку, чиїм ім'ям названо гімназію. Пам'ятник являв собою гранітне погруддя заввишки 0,95 м, висота постамента — 2,35 м, стилобата — 0,35 м. На пам'ятнику був напис: «Народ, Батьківщина, їх інтереси були для мене над усе. О. Бойченко (1903—1950)». Відкритий у 1973 році, скульптор В. Г. Шатух.
Також на будівлі гімназії встановлено меморіальну дошку на честь професора, доктора педагогічних наук Бугайко Тетяни Федорівни, яка працювала в цій школі у 1936—1947.

## Директори
- Лойко Леонід Миколайович (1917—1925)
- Вирова Єлизавета Василівна (1925—1936)
- Бугайко Федір Федорович (1936—1939).